# 오지철
오지철(吳志哲, 1949년 12월 30일 ~ , 서울)은 대한민국의 공무원, 언론인이다. 제9대 문화관광부 차관, 한국관광공사 사장을 역임하고, 현재 TV조선 대표이사이다. 본관은 함양.

## 학력
- 1967년 : 서울고등학교 졸업
- 1973년 : 서울대학교 법학 학사
- 1977년 : 서울대학교 대학원 법학 석사
- 1995년 : 서울대학교 대학원 법학 박사

## 경력
- 1977.06 ~ 1982.03 : 대한체육회 국제과 과장
- 1982.03 : 체육부 해외협력담당관
- 1982 : 체육청소년부 국제체육국장
- 1993.06 ~ 1994.05 : 하버드대하교 로스쿨 객원연구원
- 1994.06 ~ 1995.01 : 국립현대미술관 사무국 국장
- 1995.01 ~ 1996.12 : 문화체육부 국제체육국 국장
- 1997.01 ~ 1999.06 : 문화관광부 문화산업국 국장
- 1999.06 ~ 2001.04 : 문화관광부 문화정책국 국장
- 2001.04 ~ 2003.03 : 문화관광부 기획관리실 실장
- 2003.03 ~ 2004.07 : 문화관광부 차관
- 2004 ~ 2008 : 대한체육회 부위원장
- 2004.07 ~ 2006.01 : 법무법인 율촌 상임고문
- 2005 : 2010게임산업전략위원회 위원장
- 2006.03 ~ 2007.11 : 한국케이블TV방송협회장
- 2006.11 ~ 2007.11 : 대통령비서실 정책특별보좌관
- 2007 : 2018평창동계올림픽유치위원회 부위원장
- 2007.11 ~ 2009.05 : 한국관광공사 사장
- 2008.01 : SBS문화재단 intro 이사
- 2009.07 : 전남발전정책자문위운회 문화관광정책고문
- 2010.11 : 조선일보 방송부문 대표
- 2011.01 : TV조선 대표이사 사장
- 단국대학교 문화예술대학원 석좌교수
- 법무법인 율촌 고문
- 2018.01 ~ : 하트-하트재단 인터내셔널 이사장
- 2019.03 ~ 2021.06 : 단국대학교 문화예술대학원 원장
- 2019.03 : CJ헬로 사외이사 겸 감사위원
- 2021.02 ~ : 제11대 국제개발협력민간협의회 회장
- SBS문화재단 이사

## 수상
- 1986년 : 체육훈장 백마장
- 1996년 : 황조근정훈장 올해의 공무원
- 2012년 : 체육훈장 맹호장

| 전임 박문석 | 제9대 문화관광부 차관 2003년 3월 3일 ~ 2004년 7월 2일 | 후임 배종신 |

| 전임 김종민 | 제21대 한국관광공사 사장 2007년 11월 2일 ~ 2009년 5월 30일 | 후임 이참 |